# Денієл Крейґ
Денієл Роутон Крейґ (англ. Daniel Wroughton Craig; нар. 2 березня 1968, Честер, Англія) — англійський актор. Виконавець ролі агента 007 Джеймса Бонда (2006—2021). З 2019 року грає приватного детектива Бенуа Бланка в серії детективних фільмів «Ножі наголо». Номінант на премії «Золотий глобус», «Вибір критиків», Гільдії кіноакторів США за головну роль у драмі «Квір» (2024).

## Біографія та кар'єра
Народився 2 березня 1968 року в Честері (Англія). У 16 років переїхав до Лондона, де вступив до «Національного молодіжного театру».
Акторську кар'єру почав у 1992, зігравши ролі у невеликих фільмах і серіалах для британського телебачення, які принесли акторові деяку популярність. Міжнародна публіка познайомилася з ним у фільмі «Лара Крофт: розкрадачка гробниць» (2001), в якому Крейґ грав роль суперника Анджеліни Джолі. Пізніше Крейґ знявся в ряді помітних фільмів, серед яких гангстерська драма володаря премії «Оскар» Сема Мендеса «Проклятий шлях», фільм-біографія поетеси Сільвії Плат «Сільвія» з Ґвінет Пелтроу, а також гучний політичний трилер Стівена Спілберґа «Мюнхен», де актор зіграв агента Моссада.
Трампліном до всесвітньої популярності стала роль агента 007 Джеймса Бонда у фільмі «Казино Рояль»: після тривалого кастингу на роль продюсери серіалу вибрали саме Денієла Крейґа. Рішення викликало вельми неоднозначний відгук у ряді мас-медіа і серед шанувальників серіалу про супершпигуна: багато голосів лунало проти кандидатури Крейґа, посилаючись на його невідповідність образу Бонда (світле волосся, блакитні очі, зріст нижче 185 см, «зайва» м'язистість). Проте незважаючи на громадський скепсис, 17 листопада 2006 року відбулася прем'єра «Казино Рояль», де головну роль зіграв таки Крейґ. Потім він знявся у двох наступних фільмах бондіани: «Квант милосердя», що вийшла на екрани в 2008 році, та «Координати „Скайфолл“» (2012). У 2015 році вийшов четвертий фільм, у якому Денієл зіграв Джеймса Бонда — «Спектр».
З інших помітних проєктів за участю актора можна виділити «Вторгнення»: фантастичний фільм жахів відомого німецького режисера Олівера Гіршбіґеля (де знялася також Ніколь Кідман), і «Погана слава», де поряд із Крейґом можна побачити таких кінозірок, як Сандра Буллок, Сіґурні Вівер, Ґвінет Пелтроу, Ізабелла Росселліні. У 2011 він також зіграв головну роль в фільмі Девіда Фінчера «Дівчина з татуюванням дракона».
З 2019 року грає приватного детектива Бенуа Бланка в серії детективних фільмів «Ножі наголо». Завершивши свою участь у бондіані фільмом «Не час помирати» 2021 року, Крейґ максимально відійшов від бондівського архетипу, зігравши головну роль у відвертій ґей-драмі Луки Гуаданьїно «Квір» (2024), за яку був номінований на премії «Золотий глобус», «Вибір критиків», Гільдії кіноакторів США.
У 2026 році зіграє одну з головних ролей, чаклуна Ендрю Кеттерлі, в епічному фентезі «Нарнія: Небіж чаклуна».

### Сім'я
У 1992 році Денієл одружився з Фіоною Лаудон, і вже через рік у них народилася дочка Елла. Але в 1994 році вони розійшлися. При цьому вони залишилися друзями і виховують дочку разом.
22 червня 2011 в Нью-Йорку Денієл таємно одружився з актрисою Рейчел Вайс, з якою почав зустрічатися в грудні 2010 року після спільної участі в роботі над трилером «Будинок мрії» (англ. Dream House), в якому Крейґ і Вайс зіграли сімейну пару. На весіллі були присутні тільки 4 гостя, зокрема повнолітня Елла Крейґ і чотирирічний син Рейчел — Генрі.
Уболіває за футбольний клуб «Ліверпуль» (Англія).

## Фільмографія
| Рік  | Фільм                                 | Роль                      | Примітки |
| ---- | ------------------------------------- | ------------------------- | --- |
| 1992 | Сила Одного                           | Джапі Бота                | |
| 1995 | Перший герой при дворі короля Артура  | Майстер Кейн              | |
| 1997 | Одержимість                           | Джон Макгейл              | |
| 1998 | Єлизавета                             | Джон Баллард              | |
| 1999 | Любов і лють                          | Джеймс Лінчеан            | |
| 1999 | Траншея                               | Сержант Телфорд Вінтер    | |
| 2000 | Я мріяла про Африку                   | Деклан Філдінг            | |
| 2000 | Деякі голоси                          | Рей                       | |
| 2001 | Лара Крофт: Розкрадачка гробниць      | Алекс Вест                | |
| 2002 | Проклятий шлях                        | Коннор Руні               | |
| 2003 | Сільвія                               | Тед Хьюз                  | |
| 2004 | Листковий торт                        | XXXX                      | |
| 2005 | Мюнхен                                | Стів                      | |
| 2006 | Казино Рояль                          | Джеймс Бонд               | Empire Award for Best Actor Evening Standard British Film Awards Award for Best Actor Sant Jordi Award for Best Foreign Actor Nominated—BAFTA Award for Best Actor in a Leading Role Nominated—Saturn Award for Best Actor |
| 2008 | Квант милосердя                       | Джеймс Бонд               | Номінований —Empire Award for Best Actor |
| 2008 | Виклик                                | Tuvia Bielski             | |
| 2011 | Ковбої проти прибульців               | Джейк Лонерган            | Номінований—Scream Award for Best Science Fiction Actor |
| 2011 | Будинок мрій                          | Вілл Атентон / Пітер Ворд | |
| 2011 | Пригоди Тінтіна: Таємниця «Єдинорога» | Іван Іванович Сахарін     | |
| 2011 | Дівчина з татуюванням дракона         | Мікаель Блумквіст         | Номінований—Empire Award for Best Actor |
| 2012 | 007: Координати «Скайфолл»            | Джеймс Бонд               | |
| 2015 | 007: Спектр                           | Джеймс Бонд               | |
| 2015 | Зоряні війни: Пробудження Сили        | штурмовик FN-1824         | |
| 2017 | Удача Лохана                          | Джо Бенг                  | |
| 2017 | Товариш детектив                      | Отець Антон Стреза        | голос |
| 2019 | Ножі наголо                           | Бенуа Бланк               | |
| 2021 | 007: Не час помирати                  | Джеймс Бонд               | |
| 2022 | Ножі наголо 2                         | Бенуа Бланк               | |
| 2024 | Квір                                  | Вільям Лі                 | |
| 2025 | Ножі наголо: Прокинься, мрець         | Бенуа Бланк               | |
| 2026 | Нарнія: Небіж чаклуна                 | Ендрю Кеттерлі            | |